# Troarn
Troarn là một xã ở tỉnh Calvados, thuộc vùng Normandie ở tây bắc nước Pháp.

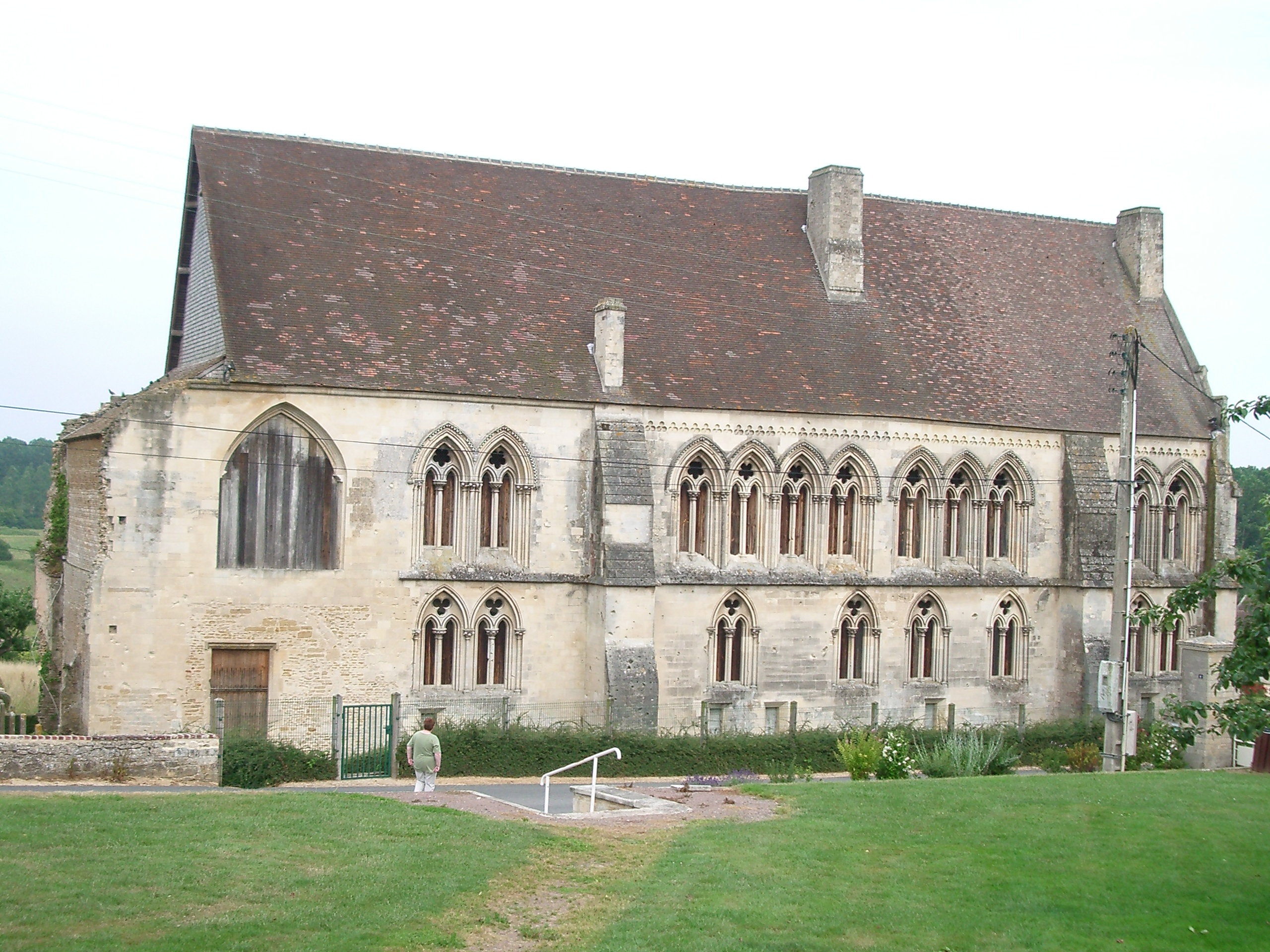
Abbaye saint Martin

## Dân số
| Năm    | 1962  | 1968  | 1975  | 1982  | 1990  | 1999  | 2005  |
| ------ | ----- | ----- | ----- | ----- | ----- | ----- | ----- |
| Dân số | 1 137 | 1 375 | 1 975 | 3 011 | 3 129 | 3 176 | 3 904 |